# Amber Case
Amber Case (Portland, Oregón) es una antropóloga diseñadora de experiencias de usuario, conferenciante y figura pública. Estudia la interacción entre los humanos y la tecnología.

## Biografía

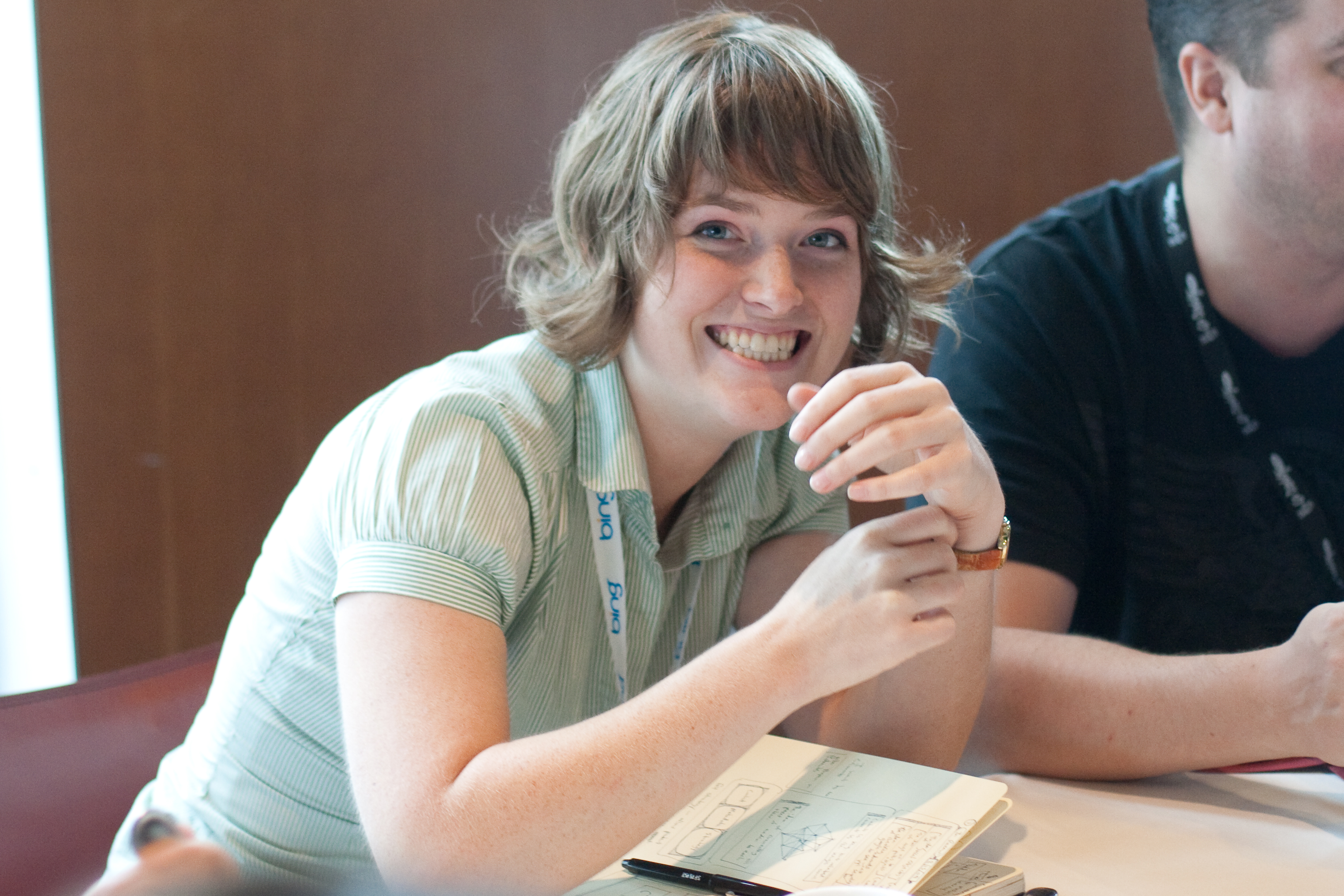
Amber Case, antropóloga cyborg, user experience designer y conferenciante.

Amber Case nació alrededor de 1986 y se graduó en sociología por la Universidad Lewis & Clark en 2008, donde escribió un trabajo final de grado sobre teléfonos celulares. En 2010 Case y Aaron Parecki fundaron Geoloqi, una compañía de localización basada en software, que en 2012 fue adquirida por la empresa Esri.
En su obra Case afirma que todas las personas son ya cyborgs, ya que un cyborg no es más que un humano que interactúa con la tecnología. Case considera que no es necesaria la implantación de componentes, y que es suficiente una extensión física o mental. En 2015 publicó el libro Calm Technology y en 2014 An Illustrated Dictionary of Cyborg Anthropology.

## Premios y honores
En 2010 la revista Fastcompany mencionó a Case como una de las mujeres más influyentes del mundo en el ámbito de la tecnología.